# Église Saint-Louis de Housset
L'église Saint-Louis d'Housset est une église située à Housset, en France.

## Description
Comme mentionné sur la façade, celle-ci a été entièrement refaite en 1877.

Les murs de la nef, en pierre calcaire, sont plus anciens et portent les traces de nombreux remaniements.

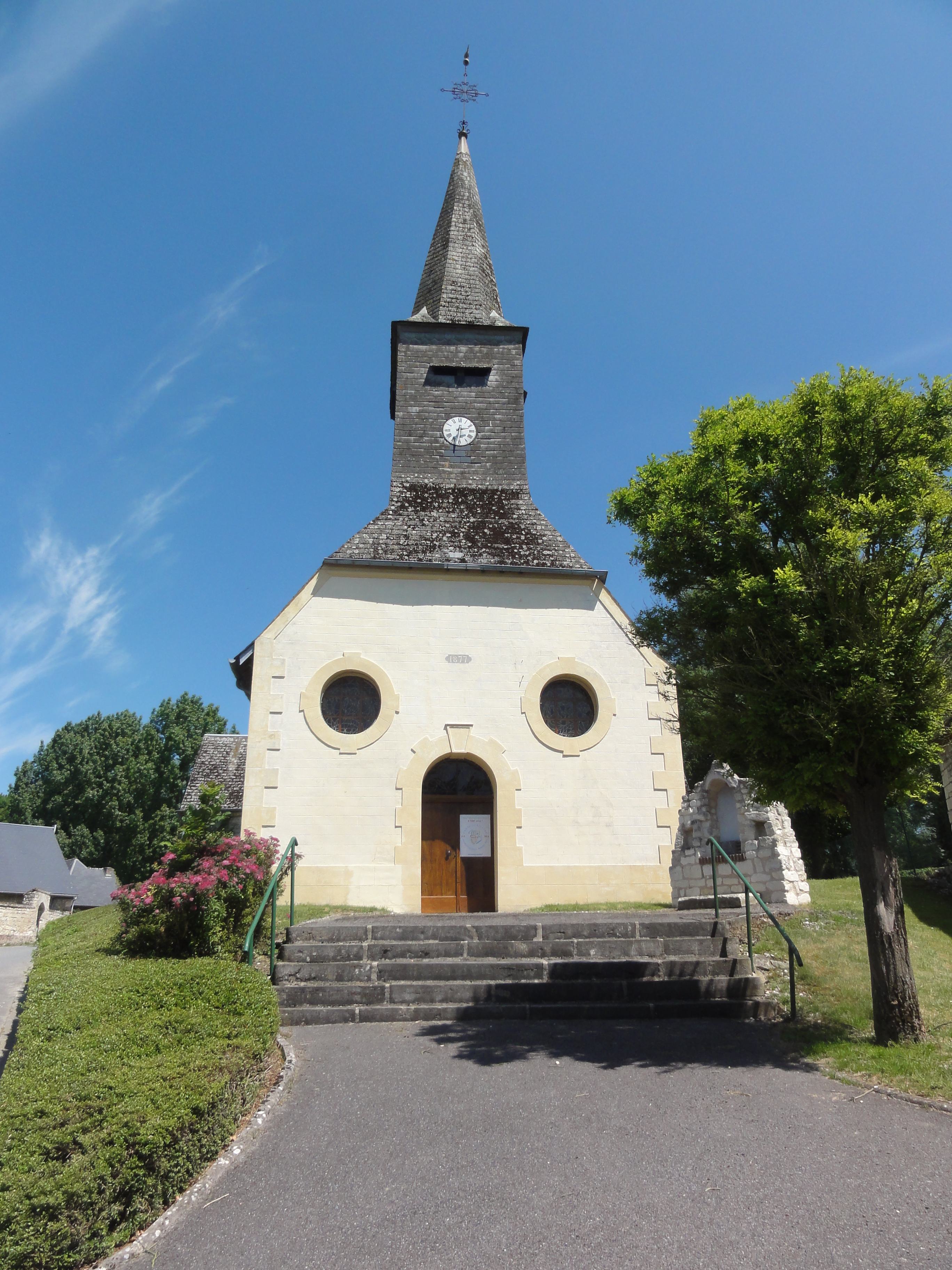
Entrée
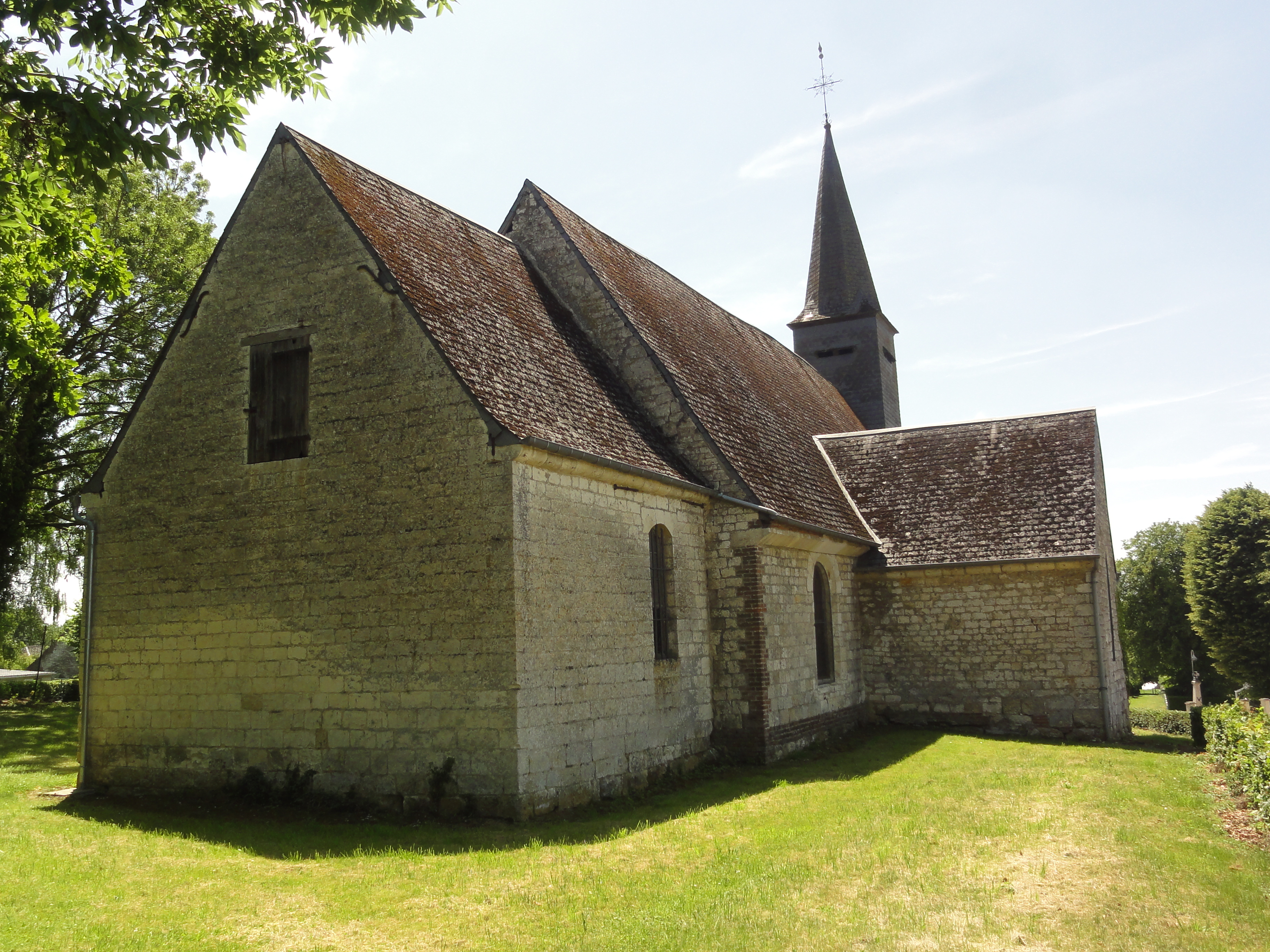
Chevet
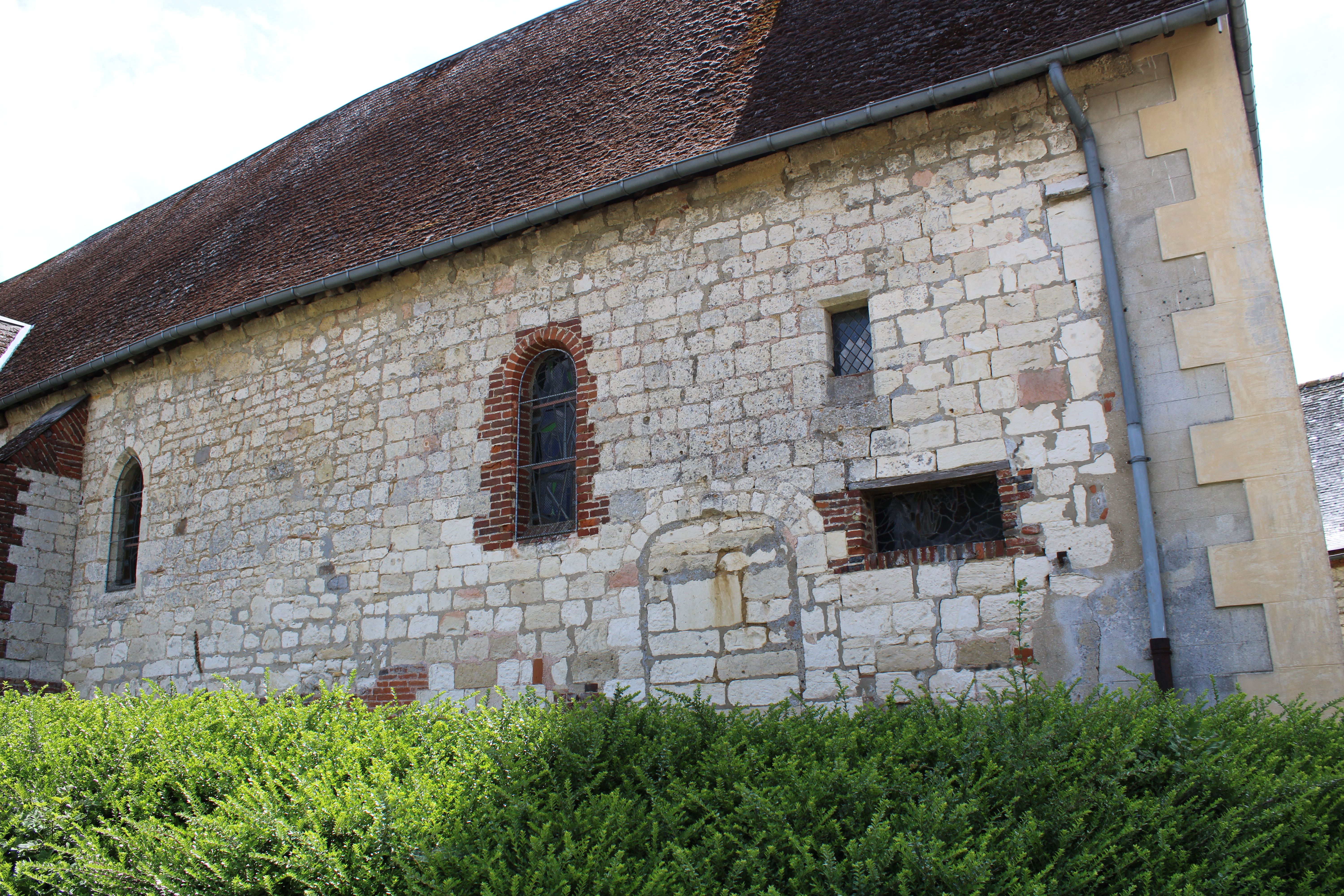
Partie ancienne de la nef  en pierre calcaire maintes fois remaniée.

## Localisation
L'église est située sur la commune de Housset, dans le département de l'Aisne.